# Elwood Bar
El Elwood Bar es un establecimiento comercial construido en 1936 en la esquina de las calles Woodward y Elizabeth (hoy 300 East Adams Street) en Detroit, Míchigan. El nombre es una combinación de esas transversales: (El) izabeth y (Wood) ward. Fue incluido en el Registro Nacional de Lugares Históricos en 1985.

## Arquitectura
El Elwood fue diseñado por Charles Noble en estilo streamline moderne. Construido en una esquina, tiene dos fachadas cubiertas con acero esmaltado color crema y azul. Es de un solo piso de 72 por 25 pies, pero una torre cilíndrica se eleva a 22 pies sobre la entrada de la esquina. Esta está decorada con rayas azules y diseño geométrico. El diseño y la señalización de neón se extienden al resto del exterior.
La entrada principal está en la esquina, debajo de la torre. Los paneles esmaltados retroceden hacia la entrada y forman un entorno abstracto. La palabra "Bar" está sobre la entrada, formada en chapa pintada tridimensional. Una ventana grande se ubica en el lado corto y once más, en el largo.
El interior contiene una barra de madera curvada, con paneles rojos y negros insertados en la parte inferior. Los asientos están en una serie de cabinas de vinilo rojo y negro. Los baños tienen tragaluces y pisos de terrazo.

## Historia
Fue construido como una inversión para John R. Williams Estate. En 1936, la finca contrató a Charles Noble para diseñarlo. Probablemente fue construido a finales de 1936 o principios de 1937. El bar fue comprado por George y Mary Courtesis en 1964. Lo fueron hasta principios de la década de 1980, cuando fue comprado por Chuck Forbes, propietario del edificio en 2016. Fue renovado en 1988, y siempre ha servido como bar y grill.
En 1997, la construcción de Comerica Park (el estadio de los Detroit Tigers) amenazó al Elwood, y el Bar se trasladó a su ubicación actual en 300 East Adams Street (en la esquina de Adams y Brush). El edificio se sometió a una restauración completa en ese momento y ahora está abierto como "Elwood Bar and Grill", que atiende a los visitantes que asisten a los juegos en el cercano Comerica Park y Ford Field.

## Galería

Aspecto en 1978
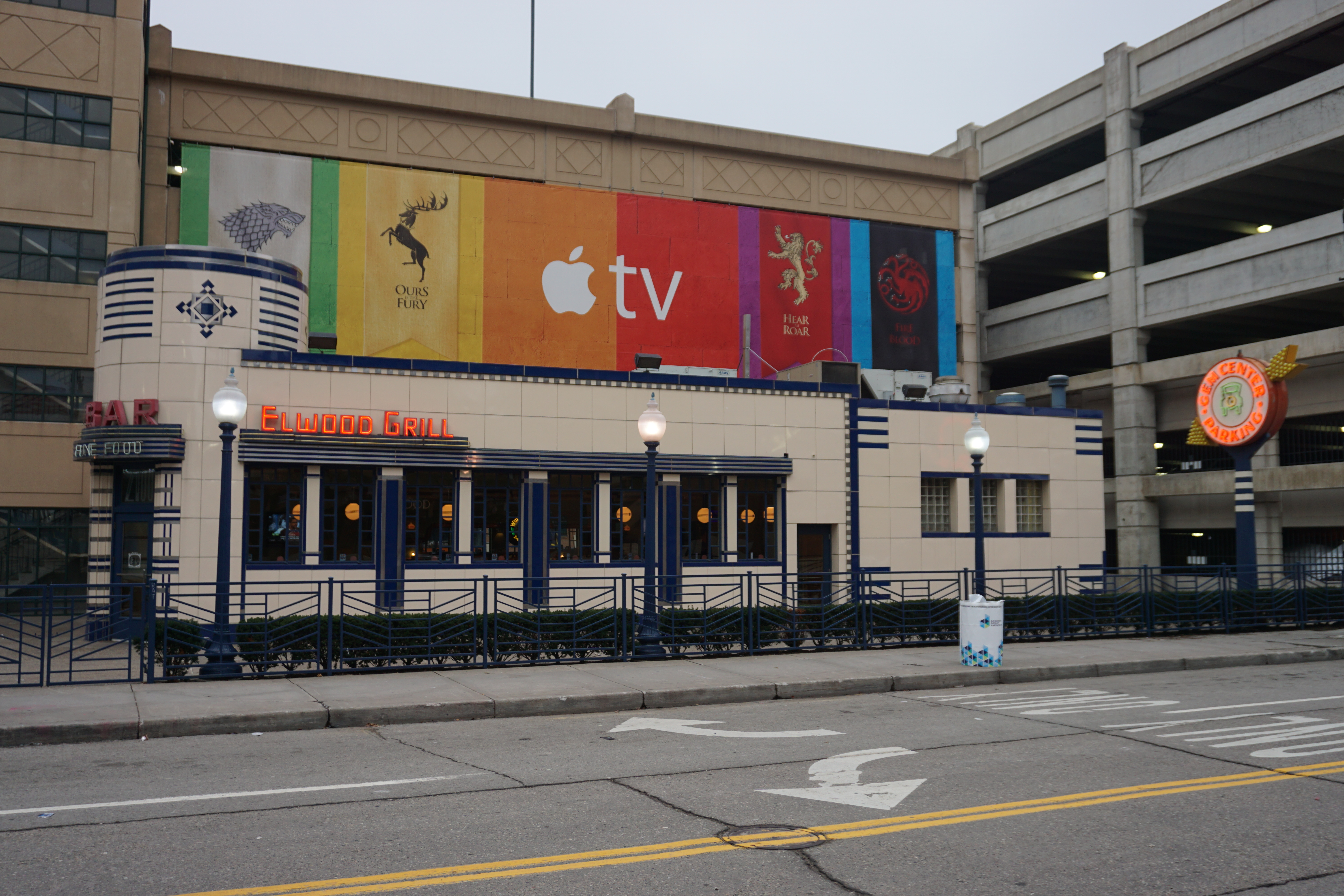
Vista lateral en 2015
Detalle arquitectónico
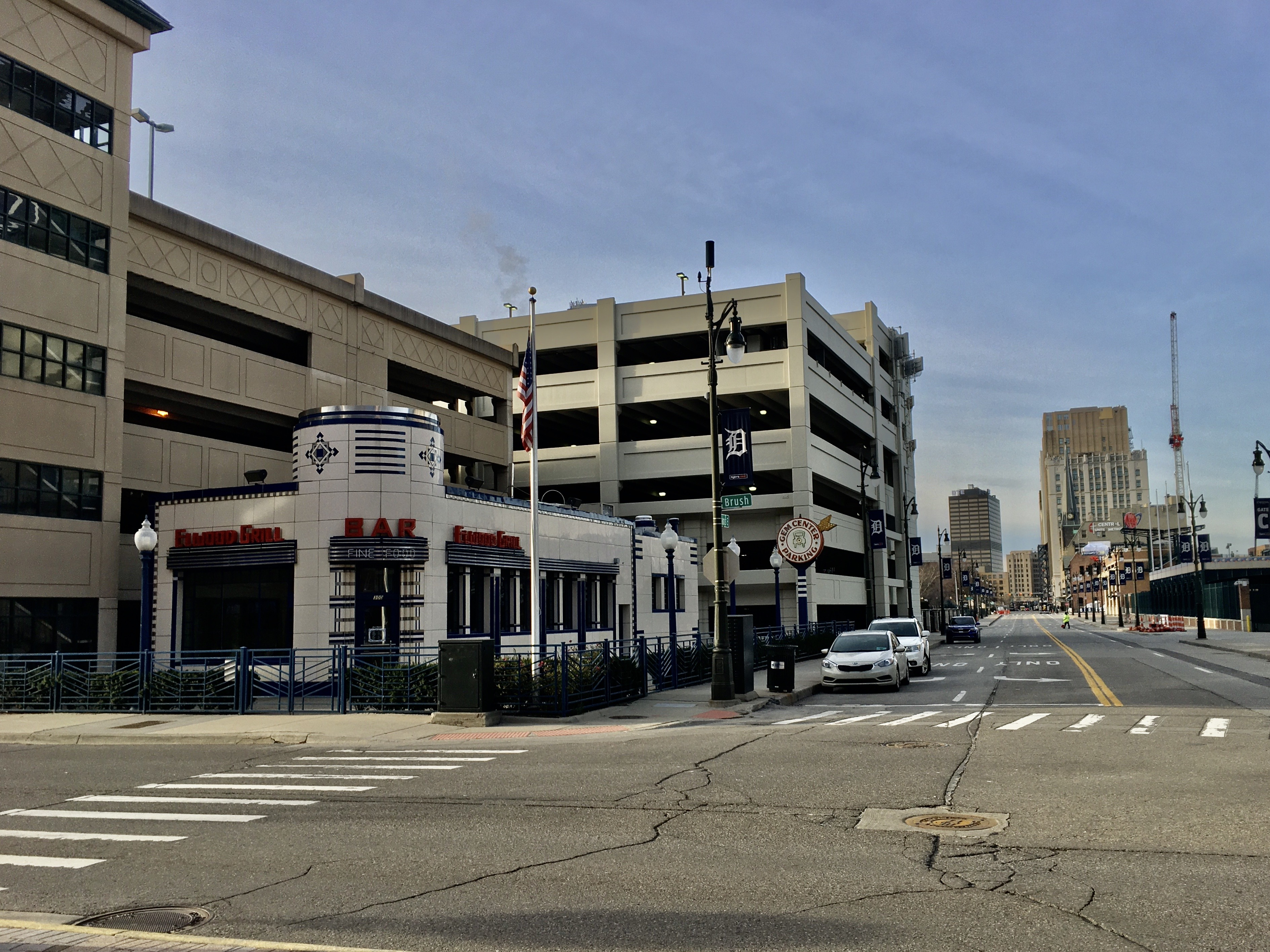
Vista de de E Adams Av desde Brush St.